# Tommaso Marconi
Tommaso Marconi (Roma, 17 gennaio 1982) è un tuffatore italiano.

## Biografia
È fratello di Nicola Marconi e Maria Marconi e cugino di Michele Benedetti, tutti ex tuffatori di caratura internazionale.
Assieme al fratello Nicola ha conquistato 3 medaglie europee nei tuffi sincronizzati dal trampolino 3 m; un oro a Madrid nel 2004 e due bronzi: a Berlino nel 2002 e a Budapest nel 2006.
Ha rappresentato la Italia ai Giochi olimpici estivi di Atene 2004 e Pechino 2008, classificandosi rispettivamente ventottesimo e ventiquattresimo nel trampolino 3 metri.
Ai Campionati mondiali di Melbourne 2007 la coppia si è classificata al quinto posto.
Ai Campionati mondiali di Roma 2009 si è piazzato quarto con il fratello Nicola Marconi nel sincro da 3 m a soli 9 centesimi dalla coppia canadese Alexandre Despatie e Reuben Ross.
Nel 2021 ha commentato per Eurosport le competizioni dei tuffi dei Giochi olimpici estivi di Tokyo 2020, assieme al fratello Nicola.

## Palmarès
- Europei di nuoto/tuffi

Berlino 2002: bronzo nel sincro 3 m.
Madrid 2004: oro nel sincro 3 m.
Budapest 2006: bronzo nel sincro 3 m.
Torino 2009: bronzo nel sincro 3 m.